# Tet-Offensive
Schlacht um Tua Hai (1960) – Schlacht um Ap Bac (1963) – Schlacht von Nam Dong (1964) – Tonkin-Zwischenfall (1964) – Operation Flaming Dart (1965) – Operation Rolling Thunder (1965–68) – Schlacht von Dong Xoai (1965) – Schlacht im Ia-Drang-Tal (1965) – Operation Crimp (1966) – Operation Hastings (1966) – Schlacht von Long Tan (1966) – Operation Attleboro (1966) – Operation Cedar Falls (1967) – Schlacht um Hügel 881 (1967) – Schlacht bei Dak To (1967) – Schlacht um Khe Sanh (1968) – Tet-Offensive (1968) – Schlacht um Huế (1968) – Operation Speedy Express (1968/69) – Operation Dewey Canyon (1969) – Schlacht am Hamburger Hill (1969) – Operation Menu (1969/70) – Operation Lam Son 719 (1971) – Schlacht um FSB Mary Ann (1971) – Schlacht um Quảng Trị (1972) – Operation Linebacker (1972) – Operation Linebacker II (1972) – Schlacht von Xuan Loc (1975) – Operation Frequent Wind (1975)
Die Tet-Offensive war eine Reihe offensiver militärischer Operationen der nordvietnamesischen Armee und des Vietcong zwischen dem 30. Januar und dem 25. Februar 1968 im Rahmen des Vietnamkrieges. Sie begann als Überraschungsangriff am Tag nach bzw. am vietnamesischen Neujahrsfest, dem Tết Nguyên Đán.
Obwohl das Ziel der Offensive, einen Aufstand der südvietnamesischen Bevölkerung auszulösen, verfehlt wurde und es sich um die mit Abstand verlustreichste Operation für den kommunistischen Norden handelte, kann sie als Beginn des Endes des amerikanischen Engagements in Vietnam bezeichnet werden.

## Hintergrund
Ende der 1960er-Jahre standen sich die Gegner im Vietnamkrieg hochgerüstet gegenüber. Bis Anfang 1968 hatten die USA ihr Truppenkontingent auf über eine halbe Million Soldaten aufgestockt. Trotzdem war es nicht gelungen, die Guerilla des Vietcong entscheidend zu schlagen, denn durch Waffenhilfe aus der Volksrepublik China und der Sowjetunion war Nordvietnam erheblich aufgerüstet worden.
Das Neujahrsfest fand 1968 in Nordvietnam bereits am 29. Januar und in Südvietnam erst am 30. Januar statt. Der Grund für den Unterschied lag darin, dass bei ersterem die Zeitzone UTC + 7 Stunden und bei letzterem der Längengrad von Peking maßgeblich war.

## Angriff
Der Angriff des Vietcong am 30. Januar und in den folgenden Tagen kam für die Südvietnamesen und die Amerikaner völlig überraschend, zumal sich viele südvietnamesische Soldaten im Feiertagsurlaub befanden. Die nordvietnamesische Armee hatte kurz zuvor eine Offensive gegen den amerikanischen Stützpunkt Khe Sanh nahe der entmilitarisierten Zone gestartet, so dass viele tausend US-amerikanische Elitesoldaten zur Verteidigung dorthin verlegt worden waren, da die amerikanische Militärführung ein zweites Điện Biên Phủ fürchtete.
Der Angriff erfolgte auf breitester Front mit mehr als 80.000 Soldaten und an mehr als 100 Stellen gleichzeitig. Es gelang dem Vietcong unter anderem, die alte Kaiserstadt Huế zu erobern und die dortige Zitadelle zu besetzen (Schlacht um Huế). Außerdem wurde zu gleicher Zeit durch Stoßtrupps sehr propagandawirksam die US-amerikanische Botschaft im Zentrum von Saigon angegriffen, ohne dass diese allerdings besetzt werden konnte. Weitaus stärkere Angriffe erfolgten in und nahe Saigon auf den Flugplatz und die Hauptquartiere von General William Westmoreland und des südvietnamesischen Militärs. Der Vietcong und seine Verbündeten gingen mit äußerster Brutalität gegen vermeintliche Unterstützer der südvietnamesischen Regierung vor. Allein in der Stadt Huế wurden während der drei Wochen dauernden Vietcong-Herrschaft zwischen 2.000 und 6.000 Menschen hingerichtet, darunter auch ausländische Ärzte, Priester und Kinder. Die später aufgefundenen Toten waren teilweise verstümmelt, einige wurden offenbar lebendig begraben.
Die Amerikaner brauchten nur kurze Zeit, um sich zu sammeln und zurückzuschlagen. Schon am nächsten Morgen griffen sie mit 5.000 Mann die Nordvietnamesen an, und binnen fünf Tagen waren die nordvietnamesischen Truppen wieder zurückgeworfen.
Härter, länger und verlustreicher entwickelten sich die Kämpfe in Huế, endeten aber auch hier nach gut einem Monat mit dem Rückzug der Nordvietnamesen und des Vietcong.

## Wirkungen
Die Tet-Offensive brachte dem Vietcong keinen militärischen Durchbruch. Die Vietcong erlitten derartig schwere Verluste, dass sie laut General Võ Nguyên Giáp in den nächsten vier Jahren zu keinen größeren Operationen mehr fähig waren. Die Verluste des Vietcongs während der Offensive sind auf mindestens 50.000 bis 100.000 Mann geschätzt worden, was mehr als der Hälfte der Vietcong-Kämpfer entsprach.

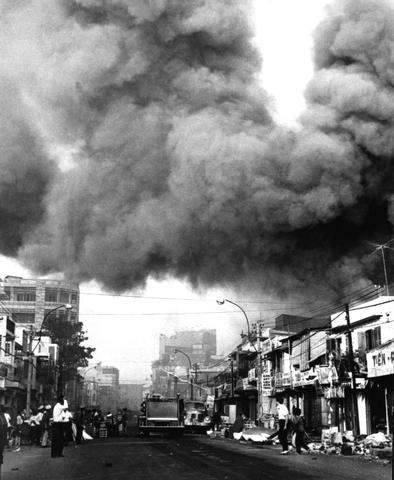
Saigon während der Tet-Offensive

Propagandistisch und auf politischer Ebene war die Tet-Offensive jedoch für die Angreifer ein voller Erfolg. Für amerikanische Beobachter war es ein Schock, dass der Angreifer trotz der Präsenz von einigen hunderttausend amerikanischen Soldaten zu einer solchen groß angelegten Operation fähig war. Die US-Armeeführung war irrtümlich davon ausgegangen, dass die Stärke und Moral der gegnerischen Truppen seit Monaten im Sinken begriffen gewesen sei, und hatte dies auch öffentlich verbreitet. Verstört sahen amerikanische Fernsehzuschauer daher die umkämpfte amerikanische Botschaft und amerikanische Truppen auf dem Rückzug.
Die offene Hinrichtung des Vietcong-Kämpfers Nguyễn Văn Lém per Kopfschuss durch den südvietnamesischen General Nguyễn Ngọc Loan vor der laufenden Kamera des NBC-Kameramanns Vo Suu und das Pressefoto des AP-Fotografen Eddie Adams gingen als erschütternde Bilder rund um die Welt. Dadurch gerieten amerikanische Beobachter, die bisher von der Gerechtigkeit der eigenen Sache überzeugt waren, ins Zweifeln. Als entscheidend erwies sich die Offensive daher im Hinblick auf die öffentliche Meinung in den USA. Infolge der Berichte über den teilweise panikartigen Rückzug amerikanischer Einheiten und über die verlustreichen Kämpfe und unter dem Schock des Angriffs auf die US-Botschaft kamen mehr und mehr US-Bürger zu der Überzeugung, der Krieg könne nicht mehr gewonnen werden und sei damit sinnlos.